# Agulla de corbata
|  | No s'ha de confondre amb Passador de corbata. |

L'agulla de corbata és un accessori que fixa la corbata a la camisa tot punxant-la, normalment al nivell del nus. El català agulla de corbata equival a l'anglès tie pin; a l'espanyol alfiler de corbata; al francès épingle à cravate; etc.

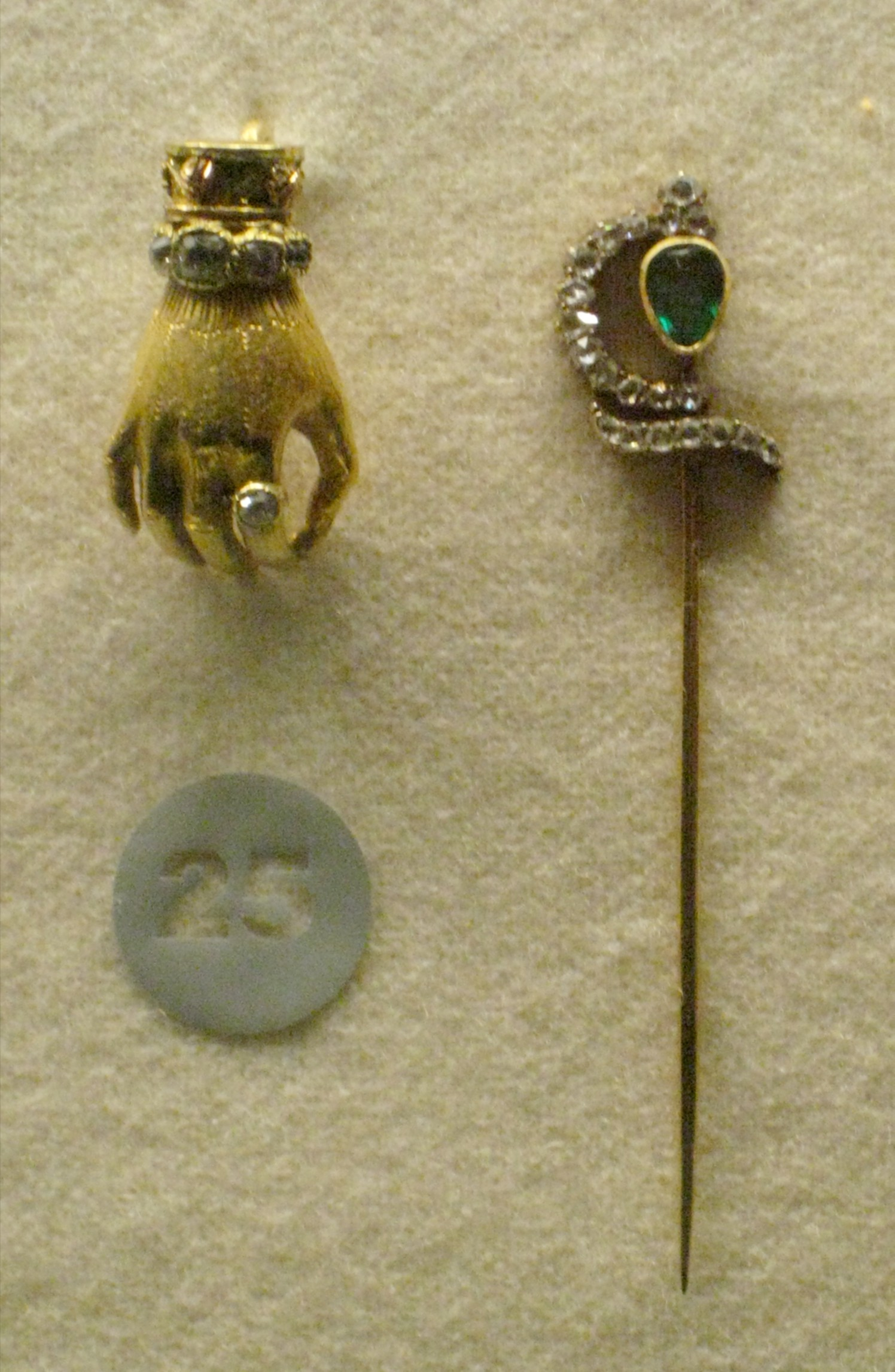
Dues agulles de corbata del segle XIX

L'agulla de corbata sorgí a Anglaterra a mitjan segle xviii i s'escampà al continent a la fi del mateix segle. Fou popular, sobretot, al llarg del segle xix i durant la primera meitat del XX. A partir de la dècada de 1920 la superà en popularitat el passador de corbata, que evita de punxar-la. En l'actualitat les agulles de corbata tendeixen a reservar-se per a ocasions d'alta formalitat.
Usualment les agulles de corbata són autèntiques peces de joieria que donen un toc subtil d'elegància i contribueixen a personalitzar el vestit. Tradicionalment anaven acompanyades de botons de puny a joc.
Aquest accessori, com el passador de corbata, és d'ús eminentment masculí, si bé n'havien dut feministes militants a tall de reivindicació.